# Prunum circumvittatum
Prunum circumvittatum is een slakkensoort uit de familie van de Marginellidae. De wetenschappelijke naam van de soort is voor het eerst geldig gepubliceerd in 1962 door Weisbord.